# Piattina
La piattina era un tipo di cavo elettrico utilizzato dagli anni cinquanta agli anni settanta per la realizzazione di impianti elettrici civili, oggi vietata e fuori commercio, rientra nella categoria dei cavi non armonizzati ed è designato dalla sigla FFR2W-0,45/0,75.
È bipolare (formata cioè da 2 fili) e caratterizzata da un nastro di plastica piatto sui cui lati sono presenti i due conduttori, generalmente di scarsa sezione (0,5 - 1 mm2); la principale caratteristica di tale cavo è la forma "piatta" che assume (da cui il nome "piattina") e la possibilità di essere fissata a parete mediante dei chiodi isolati (con rivestimento in plastica) ad una distanza più o meno regolare, piantati direttamente sul nastro di plastica centrale.
Negli ultimi anni di produzione è stato aggiunto il terzo filo (PE) affiancato ad uno dei due conduttori permettendo così di utilizzarla per carichi tripolari o per la connessione di deviatori, le versioni "moderne" della piattina sono il cavo PIC/S02050RN, usato generalmente per la connessione di altoparlanti o di apparecchi in bassissima tensione, ed il cavo H03VH-H simile al precedente ma con conduttori di uguale colore, generalmente bianco o nero.